# Three Coins in the Fountain (película)
Three Coins in the Fountain (Creemos en el amor, en España; Tres monedas en la Fuente, en Hispanoamérica) es una película estadounidense dirigida por Jean Negulesco, estrenada en 1954. Está basada en una novela de John H. Secondari.

## Argumento
Tres secretarias norteamericanas encuentran el amor en la Ciudad Eterna: la primera (J. Peters) con un colega casado, la segunda (M. McNamara) con un príncipe, y la tercera (D. McGuire) conquista a quien les da trabajo.

## Reparto
- Clifton Webb: John Frederick Shadwell
- Dorothy McGuire: Miss Frances
- Jean Peters: Anita Hutchins
- Louis Jourdan: Príncipe Dino di Cese
- Maggie McNamara: Maria Williams
- Rossano Brazzi: Georgio Bianchi
- Cathleen Nesbitt: La Princesa

## Premios y candidaturas

### Premios
- 1955. Oscar a la mejor fotografía por Milton R. Krasner
- 1955. Oscar a la mejor canción original por Jule Styne (música) y Sammy Cahn (letra) por la canción "Three Coins in the Fountain"

### Candidaturas
- 1955. Oscar a la mejor película